# 何充
何充（292年—346年2月21日），字次道，廬江郡灊縣（今屬安徽霍山）人。晉朝重要官員，在東晉官至中書監、驃騎將軍、錄尚書事，在晉康帝和晉穆帝時輔政。曾與庾氏分別在讓晉康帝和晉穆帝繼位時有分歧，何充堅持父死子繼，而庾氏則名託立年長君主以抗衡北方外族政權，實際是想保持庾氏與皇室的血緣親近。何充亦提出讓桓溫代替庾氏家族鎮守荊州，是譙國桓氏在東晉堀起的重要起點。

## 生平
何充最初是王敦的幕僚，曾任大將軍掾和主簿，但後因忤逆王敦而被貶為東海王文學。太寧二年（324年）王敦之亂平定後，何充累遷至中書侍郎。

### 會稽德政
太寧三年（325年），晉成帝即位後，遷何充為給事黃門侍郎。咸和三年（328年），歷陽內史蘇峻領兵攻陷建康後，何充東奔三吳地區以王舒、虞潭等人為的討伐義軍。次年，蘇峻之亂被平定，何充封都亭侯，拜散騎常侍。後曾出任東陽太守，及後又拜建威將軍，任會稽太守。何充在會稽郡有德政，亦推薦虞喜，提拔當地人謝奉、魏顗等作佐吏。後又遷丹楊尹。

### 與庾秉政
後來，何充在王導和庾亮的推薦下，以丹楊尹加吏部尚書，並進號冠軍將軍，領會稽王師。咸康五年（339年）王導死後，何充轉護軍將軍，與中書監庾冰都錄尚書事。次年升任中書令，加散騎常侍。
咸康八年（342年）六月，晉成帝病重。當時晉成帝二子司馬丕和司馬奕皆為嬰兒，而庾冰怕一旦由成帝兒子繼位，自己與皇帝的血緣關係會轉疏，影響庾氏在朝中的影響力。故此以有外族勢力威脅為由向成帝建議立年長君主，並推薦成帝之弟司馬岳，成帝最終答應。何充卻堅持皇位應父子相傳，並稱改易此規則者很少沒有亂事發生。但庾冰不聽從，朝廷亦下詔以司馬岳為嗣。不久，何充及庾冰與武陵王司馬晞、會稽王司馬昱及尚書令諸葛恢皆受詔為顧命大臣。次日，晉成帝死，司馬岳繼位為晉康帝。康帝即位後仍委政給庾冰及何充。而同年何充改任驃騎將軍、都督徐州、揚州之晉陵諸軍事、領徐州刺史，出鎮京口，以避諸庾。
建元元年（343年）11月6日，庾冰出鎮武昌，以助庾翼北伐。何充則被召為中書監、都督揚、豫、徐州之琅琊諸軍事、揚州刺史、錄尚書事，輔政。次年，晉康帝病重，庾冰及庾翼打算立晉元帝子會稽王司馬昱為帝，但何充則建議立皇太子司馬聃，並得康帝答允。康帝於當年逝世，何充隨後以康帝遺詔立司馬聃為帝，即晉穆帝。庾冰及庾翼因而十分憎恨何充。當時穆帝年幼，臨朝的皇太后褚蒜子亦重用何充，讓他可帶甲杖百人入殿。又應何充認為自己不宜兼任中書監和錄尚書事之要求，解任中書監並加授侍中，又賜其羽林騎十人。

### 輔助幼主
穆帝即位後當年庾冰就逝世，次年庾翼亦患病，何充獨自輔政。何充認為太后父親左將軍褚裒身為外戚，應總掌朝政，於是曾推薦褚裒參錄尚書，但褚裒為避嫌而堅持不受。終以會稽王司馬昱錄尚書六條事輔政。患病的庾翼當年就逝世，臨終前上表由其子庾爰之接掌自己荊州刺史一職。當時很多人都因庾氏自庾亮起長時間出鎮荊州等地，人心歸附，都認為應該依從庾翼要求。但何充則認為荊州位置極其重要，庾爰之沒有能力擔當荊州刺史的重任，於是推舉徐州刺史桓溫接掌荊州。當時有人怕庾爰之會反抗桓溫，害怕逼反庾爰之。但何充認為桓溫能力足以壓制庾爰之，不用擔心。最終桓溫都順利上任。此後，何充常說：「桓溫、褚裒為方伯，殷浩居門下，我可無勞矣。」可見何充對桓、褚二人的倚重。
永和二年正月己卯日（346年2月21日），何充逝世，享年五十五歲。朝廷追贈司空，諡號為文穆。因其無子，以其侄兒何放繼嗣。

## 性格特徵
- 何充風度氣韻儒雅，才氣淵博，能寫文章。[2]
- 何充敢言正直，任王敦主簿時聽到王敦稱許其兄王含：「家兄在郡定佳，廬江人士咸稱之。」但當時為廬江太守的王含在當地貪污，名聲不佳。何充竟直言：「充即廬江人，所聞異於此。」王敦聽後沉默。旁人為何充感到不安，但何充神氣自若。
- 何充掌政，雖然沒有澄清和改革吏治的能力，但為人努力而且有器量，以社稷為己任，選用官員時都首選功臣，而不會趁機樹立親眾，強化宗族力量，因此都得到人們尊重。但何充親近庸雜之人，信任不得其人，被時人所非議。
- 何充喜歡佛典，崇修佛寺，供給沙門超過一百人，花費過億；但卻對親友未加照料，亲友至于贫乏，因而引來時人非議。阮裕笑他：“卿志大宇宙，勇迈千古”，何充不以为然，一如既往，“持八关斋，结会诵经，终生不倦。”[3]。何充弟何準也是虔誠佛教徒，時人謝萬將此兄弟與信奉天師道的郗愔、郗曇兄弟相比曰：「二郗諂於道，二何佞於佛」。
- 何充酒量很好，極受劉惔重視，劉惔更曾說：「看到何次道飲酒，就令人想盡把家中珍釀拿給他。」

## 逸事
- 何充是王導妻子的姨甥，而何充妻子亦是庾文君之妹，都此與晉明帝和王導都友好，亦早歷顯要官位。一次何充去見王導，王導以塵拂指牀叫何充和他同坐，說：「此是君坐也。」王導修繕揚州解舍時亦向何充說：「正為次道耳。」可見王導與何充的友好和親近。
- 王濛和劉惔與僧人支道林一同探望何充，但何充只顧著看文書而不理會他們。王濛於是說：「我今日特地與竺法深來見你，都是希望是能擺脫俗務，一起清談，還怎能在低頭看這些東西呢？」何充則答：「我不看這些東西，你們又怎能存活？」
- 晉康帝登位後，大會群臣，並向何充說：「朕得以繼嗣皇位，是你和庾冰之力。」何充答：「陛下得以登位，是庾冰一人之力。若果用我的建議，就看不見陛下在位的昇平之世。」康帝有慚愧之色。

## 評論
- 阮裕：「次道自不至此，但布衣超居宰相之位可恨，唯此一條而已！」[4]
- 《晉書》評曰：充抗言孺子，雖屈壓於權臣，翊奉儲君，竟導揚於末命，頻參大議，屢畫嘉謀，可謂忠貞在斯而已。
- 《晉書》贊曰：次道方概，謀遠忠貞。中軍鑒局，譽光雅俗。夷曠有餘，經綸不足。舍長任短，功虧名辱。

## 家庭

### 曾祖父
- 何楨，曹魏光祿大夫。

### 祖父
- 何惲，豫州刺史。

### 父母
- 何叡，晉安豐太守。
- 彭城曹氏，王导夫人曹淑之姐

### 夫人
- 颍川庾氏，明穆皇后庾文君之妹

### 兄弟
- 何準，何充五弟。東晉外戚，但專心事佛，不任官。

何充另有一兄，為何松之祖父，名佚。

### 女
- 何法登（339－389），王康之妻，生一女王夙旻，王夙旻嫁何元度（何惔子）[5]。

### 侄
- 何放，何準子，因何充無子而過繼到何充作為嗣子。
- 何惔，何準子，南康太守。
- 何澄，何準子，尚書左僕射。
- 何法倪，何準女，嫁晉穆帝司馬聃。

## 关系
|  |                |  |  |  |  |  |  |  |  |  |  |  |  |  |  |  |
|  | 高祖父：何他   |  |  |  |  |  |  |  |  |  |  |  |  |  |  |  |
|  |                |  |  |  |  |  |  |  |  |  |  |  |  |  |  |  |
|  |                |  |  |  |  |  |  |  |  |  |  |  |  |  |  |  |
|  | 曾祖父：何桢   |  |  |  |  |  |  |  |  |  |  |  |  |  |  |  |
|  |                |  |  |  |  |  |  |  |  |  |  |  |  |  |  |  |
|  |                |  |  |  |  |  |  |  |  |  |  |  |  |  |  |  |
|  | 祖父：何恽     |  |  |  |  |  |  |  |  |  |  |  |  |  |  |  |
|  |                |  |  |  |  |  |  |  |  |  |  |  |  |  |  |  |
|  |                |  |  |  |  |  |  |  |  |  |  |  |  |  |  |  |
|  | 父亲：何叡     |  |  |  |  |  |  |  |  |  |  |  |  |  |  |  |
|  |                |  |  |  |  |  |  |  |  |  |  |  |  |  |  |  |
|  |                |  |  |  |  |  |  |  |  |  |  |  |  |  |  |  |
|  | 何充           |  |  |  |  |  |  |  |  |  |  |  |  |  |  |  |
|  |                |  |  |  |  |  |  |  |  |  |  |  |  |  |  |  |
|  |                |  |  |  |  |  |  |  |  |  |  |  |  |  |  |  |
|  | 外曾祖父：曹悦 |  |  |  |  |  |  |  |  |  |  |  |  |  |  |  |
|  |                |  |  |  |  |  |  |  |  |  |  |  |  |  |  |  |
|  |                |  |  |  |  |  |  |  |  |  |  |  |  |  |  |  |
|  | 外祖父：曹韶   |  |  |  |  |  |  |  |  |  |  |  |  |  |  |  |
|  |                |  |  |  |  |  |  |  |  |  |  |  |  |  |  |  |
|  |                |  |  |  |  |  |  |  |  |  |  |  |  |  |  |  |
|  | 母亲：彭城曹氏 |  |  |  |  |  |  |  |  |  |  |  |  |  |  |  |
|  |                |  |  |  |  |  |  |  |  |  |  |  |  |  |  |  |
|  |                |  |  |  |  |  |  |  |  |  |  |  |  |  |  |  |

## 延伸阅读
[在维基数据编辑]
 《晉書·卷077》，出自房玄齡《晉書》